# 嘉祐通寶
嘉祐通寶是北宋宋仁宗嘉祐年間（1056年～1063年）發行的圓形方孔錢，嘉祐通寶分為銅製貨幣和鐵製貨幣兩種，銅制貨幣上的年號用楷體書寫，直徑為2.5釐米，重量為3克。鐵錢書體有篆書，行書，隸書幾種。嘉祐年間還鑄有嘉祐元寶。